# 嵐山 (京都市)

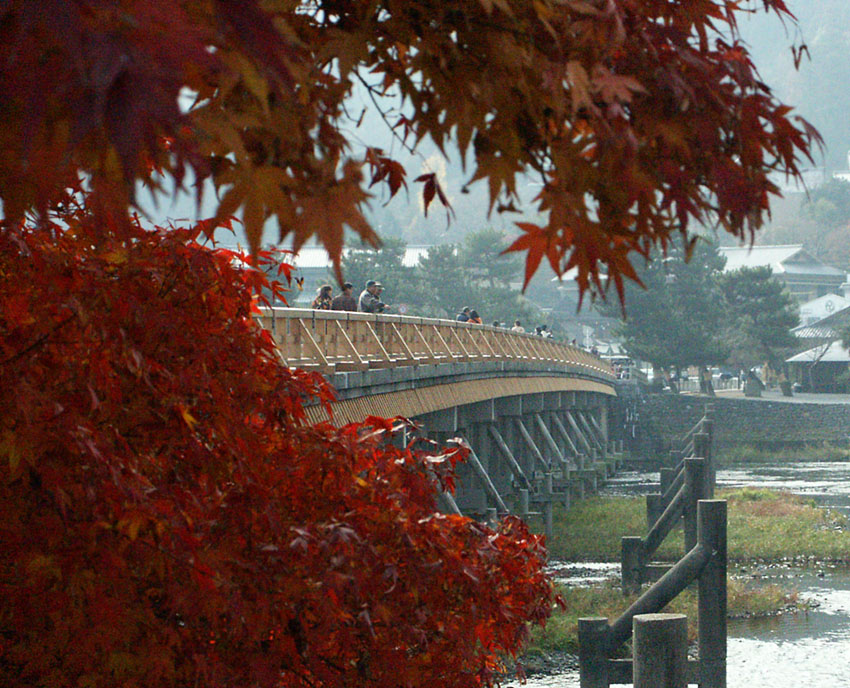
嵐山渡月橋與紅葉

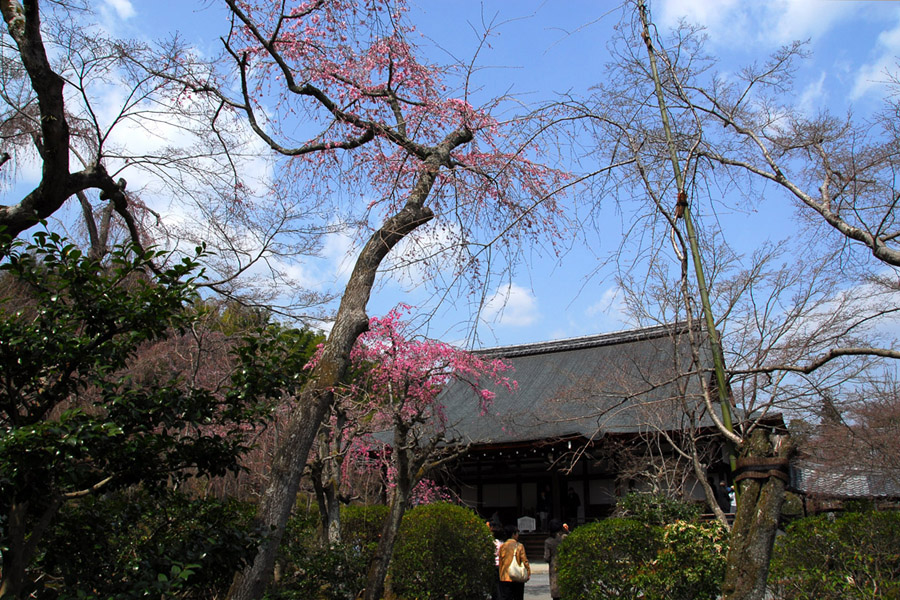
天龍寺境內的早櫻

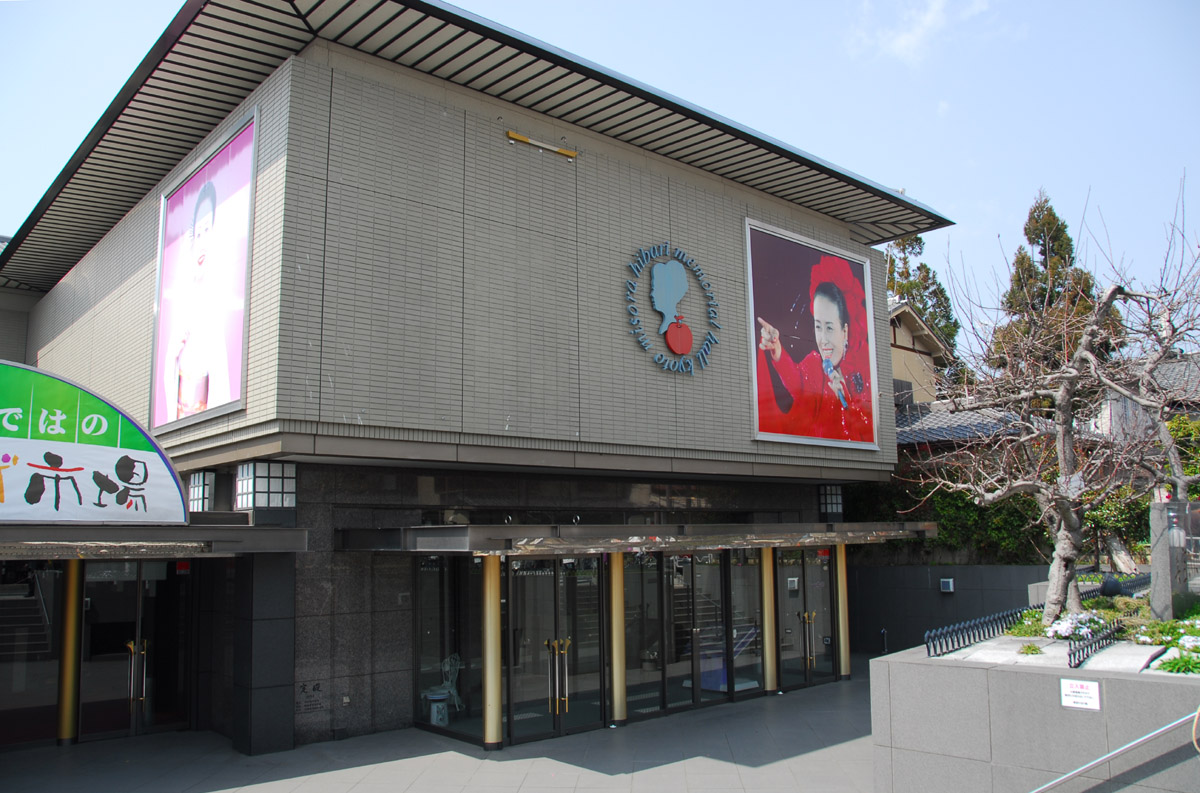
位在渡月橋北側大街上的美空雲雀紀念館

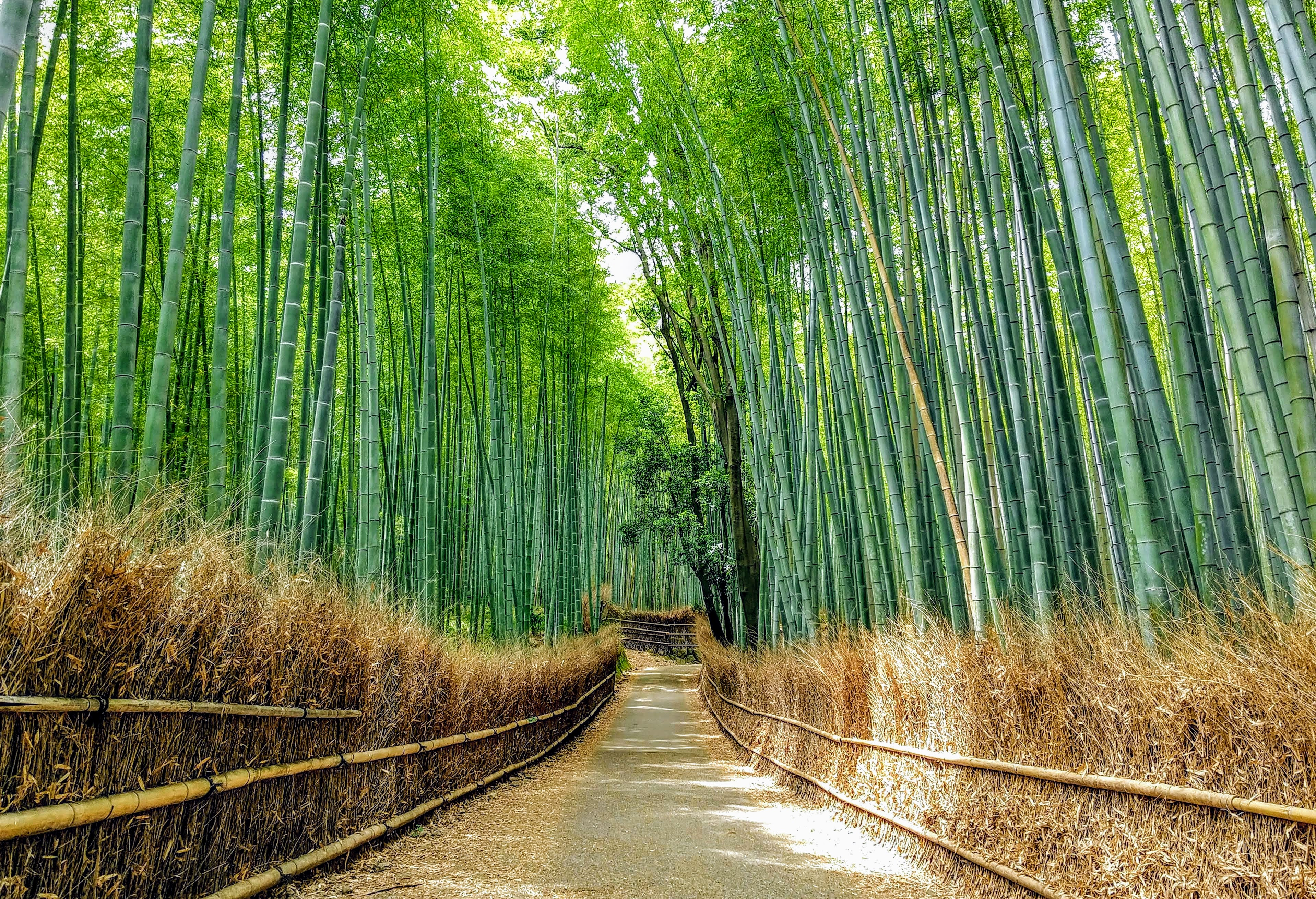
著名的嵐山竹林

嵐山（日语：嵐山）是日本京都府京都市的一個觀光地，以賞楓葉（秋季）和櫻花（春季）而知名。「嵐山」這地名原本是專指位於桂川右岸、屬於京都市西京區一部份的嵐山地區，而河對岸、屬於右京區的地區則名為嵯峨野，但近年來許多觀光導覽資料都概括性地，將以橫跨桂川的渡月橋為中心之河左右兩岸周邊地區，合稱為嵐山。

## 簡介
位於京都市區以西的嵐山自平安時代以來就是許多貴族的別莊所在地，其名稱經常出現在歷史故事與古典文學作品之中。由於桂川河岸在每年春季與秋季都有大面積的野生櫻花與楓林可觀賞，因此長期以來也是觀光旅遊的熱門點之一。整個嵐山地區是以橫跨桂川的渡月橋作為中心，這條橋的命名起源於龜山上皇的一句「似滿月過橋般」的詩作而得名，雖然外觀上渡月橋有著木橋般的造型，但今日的渡月橋實際上是座鋼筋混凝土構造、能夠讓汽車行走其上的現代化橋樑，只是採用復古的木製護欄以配合周遭的景致。在渡月橋附近的桂川河段習慣上又被稱為大堰川（おおいかわ）。
除了自然景觀外，嵐山地區也是很多日本知名古剎神社的所在地，與多位古代日本天皇的安葬之處，因此前來此地參拜廟宇神社也是遊客主要的觀光重點之一。在諸多神社廟宇之中，地位最重要的應屬名列世界遺產名單的天龍寺，除此之外像是曾經出現在日本文學名著源氏物語中的野宮神社，與收藏有日本國寶級佛像的清涼寺，也是非常重要的歷史建築與景點。
在1980年代，位於渡月橋北側的大街上陸續開設了許多藝人商店（タレントショップ），並逐漸變成學生進行修學旅行（畢業旅行）的熱門去處。但由於觀光客大批湧入，再加上附近地區老舊的街廓無法容納太大的交通流量，因此近年來當地政府開始採用交通管制與鼓勵轉乘大眾運輸等方式，抒解壅塞的車流。

## 主要觀光點
- 佛寺與神社
  - 天龍寺
  - 法輪寺
  - 野宮神社
  - 寶嚴院
- 博物館與紀念館
  - 時雨殿
  - 京都嵐山音樂盒館（京都嵐山オルゴール館）
  - 京都嵐山美空雲雀座（京都嵐山美空ひばり座）：1994年3月時在嵐山地區以「美空雲雀館」（美空ひばり館）之名設立的美空雲雀博物館。2008年4月時更名，並於2013年5月31日閉館遷移至美空位於東京目黑區的故宅[1]。
- 其他
  - 渡月橋
  - 嵯峨野觀光線
  - 大河內山莊
  - 嵐山花燈路
  - 小倉山
  - 鳥居形（曼陀羅山，每年夏末京都五山送火儀式其中一個點火山頭）
  - 龜山公園
    - 周恩來詩碑

  - 嵐山公園（中之島）
  - 嵐山猴子園（嵐山モンキーパーク，位於岩田山）

## 鐵路交通
嵐山地區有多條鐵路路線通過（包括桂川左岸的JR山陰本線、嵯峨野觀光鐵道線與京福電鐵嵐山線，以及河右岸的阪急嵐山線），在其中，利用JR山陰本線改線之後遺留下來的舊路線，所改築而成的嵯峨野觀光鐵道線，是一條沿著保津川（桂川部分河段）河谷行駛的觀光鐵路線。除了冬季停止營運之外，每天都有固定的觀光小火車（トロッコ列車）自嵐山地區的小火車嵯峨車站（トロッコ嵯峨駅）與小火車龜岡車站（トロッコ亀岡駅）出發，往返於嵐山與保津川下游的龜岡之間。
- 西日本旅客鐵道（JR西日本）
  - 嵯峨野線（山陰本線京都～園部路段）
    - 嵯峨嵐山車站
- 京福電氣鐵道
  - 京福嵐山線
    - 鹿王院車站
    - 嵯峨站前車站
    - 嵐山車站
- 阪急電鐵
  - 阪急嵐山線
    - 嵐山車站
- 嵯峨野觀光鐵道
  - 嵯峨野觀光線
    - 小火車嵯峨車站
    - 小火車龜岡車站

## 軼事
日本漫畫《烏龍派出所》中磯鷲家的宅邸，便是參考嵐山的風景及建築設計出來的。

## 竹林遭刻字破壞
2018年5月5日，京都嵐山人力車店「えびす屋嵐山」於Facebook貼上數張照片，都是被遊客刻上字的竹樹。日本網民感到十分痛心，えびす屋嵐山也在Facebook發文，呼籲大家要努力保護環境。

## 外部連結
- 京都嵐山保勝會 （页面存档备份，存于）
- 嵐電（京福電車） （页面存档备份，存于）
- 嵐山なび